# Go Climb a Tree
Go Climb a Tree er det tolvte album fra det keltiske band Gaelic Storm. Det blev udgivet den 28. juli 2017.

## Spor
Alt arrangement er udført af Gaelic Storm.
1. "The Beer Song" - 3:23
2. "Shanghai Kelley" - 2:46
3. "Green, White and Orange" - 4:38
4. "Monday Morning Girl" - 3:56
5. "The Night of Tomfoolery" - 3:37
6. "Shine On" - 4:14
7. "Already Home" - 4:12
8. "Back to the Pub" - 2:52
9. "The Galician Dinky" - 3:56
10. "Weeping Willow" - 4:53
11. "Damn Near Died in Killaloe" - 4:35
12. "Go Climb a Tree" - 3:10

## Personel
Gaelic Storm
- Patrick Murphy
- Steve Twigger
- Ryan Lacey
- Peter Purvis
- Kiana Weber